# Lista de ministros da Marinha de Portugal

Bandeira do ministro da Marinha.

Esta é uma lista de ministros da Marinha de Portugal, entre o início do Governo de D. Miguel a 26 de fevereiro de 1828 e a extinção da pasta após a revolução de 25 de abril de 1974. A lista cobre o Miguelismo (1828-1834), a Monarquia Constitucional (1830–1910), a Primeira República (1910–1926), o período ditatorial, englobando Ditadura Militar, Ditadura Nacional e Estado Novo (1926–1974), e o atual período democrático (1974–atualidade).

## Designação
Entre 1828 e 1974, o cargo teve as seguintes designações:
- Ministro e secretário de Estado dos Negócios da Marinha e Domínios Ultramarinos, sendo usuais as designações ministro e secretário de Estado dos Negócios da Marinha e Ultramar ou, mais tarde, apenas ministro dos Negócios da Marinha e Ultramar ou apenas ministro da Marinha e Ultramar — designação usada entre 26 de fevereiro de 1828 e 5 de outubro de 1910;
- Ministro da Marinha e Colónias — designação usada entre 5 de outubro de 1910 e 4 de setembro de 1911;
- Ministro da Marinha — designação usada entre 4 de setembro de 1911 e 15 de maio de 1918;
- Secretário de Estado da Marinha — designação usada entre 15 de maio de 1918 e 16 de dezembro de 1918;
- Ministro da Marinha — designação novamente usada entre 16 de dezembro de 1918 e 25 de abril de 1974.

A pasta das Colónias foi separada deste ministério a 4 de setembro de 1911. Para uma lista de ministros com a pasta das colónias/províncias ultramarinas, ver: Lista de ministros das Colónias e do Ultramar de Portugal.

## Numeração
Para efeitos de contagem, regra geral, não contam os ministros interinos em substituição de um ministro vivo e em funções. Já nos casos em que o cargo tenha sido ocupado interinamente, mas não tenha havido um ministro efetivamente em funções, o ministro interino conta para a numeração. Os casos em que o ministro não tenha chegado a tomar posse não são contabilizados. Os períodos em que o cargo foi ocupado por órgãos coletivos também não contam na numeração desta lista.
São contabilizados os períodos em que o ministro esteve no cargo ininterruptamente, não contando se ele tiver servido mais do que um mandato, e não contando ministros provisórios durante os respetivos mandatos. Ministros que tenham servido em períodos distintos são, obviamente, distinguidos numericamente. O caso de Silvério da Rocha e Cunha, cujo mandato foi interrompido pelo do não empossado Tito Augusto de Morais, tendo sido reconduzido no cargo no próprio dia, conta apenas como uma passagem pelo ministério.
A contagem dos ministros do Miguelismo é feita separadamente devido à coexistência com os ministros da Regência na Ilha Terceira.

## Lista
| Governo de D. Miguel (1828–1834)     | |         |                                                       |                                                       |                |
| #                                    | Ministro e secretário de Estado dos Negócios da Marinha e Ultramar (Nascimento–Morte) | Retrato | Início do mandato                                     | Fim do mandato                                        | Governo        |
| 1                                    | José António de Oliveira Leite de Battos, Conde de Basto (interino) (1749–1833) |         | 26 de fevereiro de 1828                               | Agosto de 1830                                        | I Cadaval      |
| 2                                    | Nuno Caetano Álvares Pereira de Melo, Duque de Cadaval (interino) (1799–1837) |         | Agosto de 1830                                        | 1 de julho de 1833                                    | I Cadaval      |
| 3                                    | José António de Oliveira Leite de Battos, Conde de Basto (interino) (1749–1833) |         | 1 de julho de 1833                                    | 2 de agosto de 1833                                   | II             |
| –                                    | Cargo vago ou ocupante desconhecido |         | 2 de agosto de 1833                                   | 22 de setembro de 1833                                | II             |
| 4                                    | António José Guião (interino) (n/d–1836) |         | 22 de setembro de 1833                                | 26 de maio de 1834                                    | III            |
| Regência de D. Pedro (1830–1834)     | |         |                                                       |                                                       |                |
| #                                    | Ministro e secretário de Estado dos Negócios da Marinha e Ultramar (Nascimento–Morte) | Retrato | Início do mandato                                     | Fim do mandato                                        | Governo        |
| 1                                    | Luís da Silva Mouzinho de Albuquerque (1792–1846) |         | 15 de março de 1830                                   | 14 de janeiro de 1831                                 | Gov. Reg.      |
| –                                    | António César de Vasconcelos Correia (interino) (1797–1865) |         | 14 de janeiro de 1831                                 | 2 de julho de 1831                                    | Gov. Reg.      |
| 2                                    | Joaquim de Sousa Quevedo Pizarro (1777–1838) |         | 2 de julho de 1831                                    | 3 de março de 1832                                    | Gov. Reg.      |
| 3                                    | Agostinho José Freire (interino) (1780–1836) |         | 3 de março de 1832                                    | 29 de junho de 1832                                   | Gov. Reg.      |
| 4                                    | Luís da Silva Mouzinho de Albuquerque (2.ª vez) (1792–1846) |         | 29 de junho de 1832                                   | 10 de novembro de 1832                                | Gov. Reg.      |
| 5                                    | Bernardo de Sá Nogueira de Figueiredo (1795–1876) |         | 10 de novembro de 1832                                | 26 de abril de 1833                                   | Gov. Reg.      |
| –                                    | José da Silva Carvalho (interino) (1782–1856) |         | 26 de março de 1833                                   | 21 de abril de 1833                                   | Gov. Reg.      |
| 6                                    | D. Nuno José Severo de Mendoça Rolim de Moura Barreto, Marquês de Loulé e Conde de Vale de Reis (interino) (1804–1875)                                                                           |         | 21 de abril de 1833                                   | 26 de julho de 1833                                   | Gov. Reg.      |
| 7                                    | Agostinho José Freire (2.ª vez; interino) (1780–1836) |         | 26 de julho de 1833                                   | 15 de outubro de 1833                                 | Gov. Reg.      |
| 8                                    | Francisco Simões Margiochi (1774–1838) |         | 15 de outubro de 1833                                 | 24 de setembro de 1834                                | Gov. Reg.      |
| Monarquia Constitucional (1834–1910) | |         |                                                       |                                                       |                |
| #                                    | Ministro e secretário de Estado dos Negócios da Marinha e Ultramar (Nascimento–Morte) | Retrato | Início do mandato                                     | Fim do mandato                                        | Governo        |
| 9                                    | Agostinho José Freire (3.ª vez) (1780–1836) |         | 24 de setembro de 1834                                | 16 de fevereiro de 1835                               | I              |
| 10                                   | D. José Luís de Sousa Botelho Mourão e Vasconcelos, Conde de Vila Real (1785–1855) |         | 16 de fevereiro de 1835                               | 28 de abril de 1835                                   | I              |
| 11                                   | D. Vitório Maria Francisco de Sousa Coutinho Teixeira de Andrade Barbosa, Conde de Linhares (1790–1857)                                                                                          |         | 28 de abril de 1835                                   | 27 de maio de 1835                                    | I              |
| 12                                   | D. Nuno José Severo de Mendoça Rolim de Moura Barreto, Marquês de Loulé e Conde de Vale de Reis (2.ª vez) (1804–1875)                                                                            |         | 27 de maio de 1835                                    | 25 de julho de 1835                                   | II             |
| 12                                   | D. Nuno José Severo de Mendoça Rolim de Moura Barreto, Marquês de Loulé e Conde de Vale de Reis (2.ª vez) (1804–1875)                                                                            | III     | 27 de maio de 1835                                    | 25 de julho de 1835                                   |                |
| 13                                   | António Aloísio Jervis de Atouguia (1797–1861) |         | 25 de julho de 1835                                   | 18 de novembro de 1835                                |                |
| 14                                   | Bernardo de Sá Nogueira de Figueiredo, Visconde de Sá da Bandeira (2.ª vez) (1795–1876) |         | 18 de novembro de 1835                                | 20 de abril de 1836                                   | IV             |
| 15                                   | Manuel Gonçalves de Miranda (1780–1841) |         | 20 de abril de 1836                                   | 10 de setembro de 1836                                | V              |
| –                                    | António César de Vasconcelos Correia (não empossado) (1797–1865) |         | 10 de setembro de 1836                                | 26 de outubro de 1836                                 | VI             |
| 16                                   | D. José Manuel Inácio da Cunha e Meneses da Gama e Vasconcelos Carneiro de Sousa Portugal e Faro, Conde de Lumiares e Senhor de Vimieiro (interino) (1788–1849)                                  |         | 10 de setembro de 1836                                | 4 de novembro de 1836                                 | VI             |
| –                                    | José Xavier Bressane Leite (não empossado) (1780–1843) |         | 4 de novembro de 1836                                 | 6 de novembro de 1836                                 | G. M.          |
| 17                                   | António Manuel Lopes Vieira de Castro (interino) (1766–1842) |         | 6 de novembro de 1836                                 | 27 de maio de 1837                                    | VII            |
| 18                                   | Bernardo de Sá Nogueira de Figueiredo, Visconde de Sá da Bandeira (3.ª vez; interino) (1795–1876)                                                                                                |         | 27 de maio de 1837                                    | 1 de junho de 1837                                    | VII            |
| 19                                   | Joaquim de Sousa Quevedo Pizarro, Visconde de Bóbeda (2.ª vez; interino) (1777–1838) |         | 1 de junho de 1837                                    | 10 de agosto de 1837                                  | VIII           |
| –                                    | Bernardo de Sá Nogueira de Figueiredo, Visconde de Sá da Bandeira (não empossado) (1795–1876) |         | 10 de agosto de 1837                                  | 9 de novembro de 1837                                 | IX             |
| –                                    | Joaquim de Sousa Quevedo Pizarro, Visconde de Bóbeda (2.ª vez continuação; interino) (1777–1838)                                                                                                 |         | 10 de agosto de 1837                                  | 25 de outubro de 1837                                 | IX             |
| 20                                   | João Gualberto de Oliveira (interino) (1788–1852) |         | 25 de outubro de 1837                                 | 9 de novembro de 1837                                 | IX             |
| 21                                   | José Lúcio Travassos Valdez, Barão do Bonfim (1787–1862) |         | 9 de novembro de 1837                                 | 9 de março de 1838                                    | IX             |
| 22                                   | Bernardo de Sá Nogueira de Figueiredo, Visconde de Sá da Bandeira (4.ª vez; interino) (1795–1876)                                                                                                |         | 9 de março de 1838                                    | 18 de abril de 1839                                   | IX             |
| 23                                   | Rodrigo Pinto Pizarro de Almeida Carvalhais, Barão da Ribeira de Sabrosa (interino) (1788–1841)                                                                                                  |         | 18 de abril de 1839                                   | 25 de setembro de 1839                                | X              |
| 24                                   | Francisco de Paula Aguiar Ottolini (1796–1855) |         | 25 de setembro de 1839                                | 26 de novembro de 1839                                | X              |
| –                                    | José Lúcio Travassos Valdez, Conde do Bonfim (interino) (1787–1862) |         | 26 de novembro de 1839                                | 14 de dezembro de 1839                                | XI             |
| 25                                   | D. José Luís de Sousa Botelho Mourão e Vasconcelos, Conde de Vila Real (2.ª vez) (1815–1858) |         | 14 de dezembro de 1839                                | 28 de dezembro de 1839                                | XI             |
| 26                                   | José Lúcio Travassos Valdez, Conde do Bonfim (2.ª vez; interino) (1787–1862) |         | 28 de dezembro de 1839                                | 12 de março de 1841                                   | XI             |
| 27                                   | Manuel Gonçalves de Miranda (2.ª vez) (1780–1841) |         | 12 de março de 1841                                   | 1 de abril de 1841                                    | XI             |
| 28                                   | José Lúcio Travassos Valdez, Conde do Bonfim (3.ª vez; interino) (1787–1862) |         | 1 de abril de 1841                                    | 9 de junho de 1841                                    | XI             |
| 29                                   | José Ferreira Pestana (1795–1885) |         | 9 de junho de 1841                                    | 7 de fevereiro de 1842                                | XII            |
| 30                                   | António Aloísio Jervis de Atouguia (2.ª vez) (1797–1861) |         | 7 de fevereiro de 1842                                | 8 de fevereiro de 1842                                | XIII           |
| –                                    | Junta Provisória de Governo composta por: António Bernardo da Costa Cabral António Vicente de Queirós, Barão da Ponte de Santa Maria Marcelino Máximo de Azevedo e Melo António Pereira dos Reis |         | 8 de fevereiro de 1842                                | 9 de fevereiro de 1842                                | ——             |
| 31                                   | José Jorge Loureiro (1791–1860) |         | 9 de fevereiro de 1842                                | 24 de fevereiro de 1842                               | XIV            |
| 32                                   | António José Maria Campelo (1780–1851) |         | 24 de fevereiro de 1842                               | 5 de setembro de 1842                                 | XIV            |
| –                                    | João Gualberto de Oliveira, Barão do Tojal (interino) (1788–1852) |         | 5 de setembro de 1842                                 | 14 de setembro de 1842                                | XIV            |
| 33                                   | Joaquim José Falcão (interino até 3 de maio de 1845) (1796–1863) |         | 14 de setembro de 1842                                | 20 de maio de 1846                                    | XIV            |
| 34                                   | D. António José de Sousa Manuel de Meneses Severim de Noronha, Duque da Terceira e Marquês de Vila Flor (interino) (1792–1860)                                                                   |         | 20 de maio de 1846                                    | 23 de maio de 1846                                    | XV             |
| –                                    | Luís da Silva Mouzinho de Albuquerque (não empossado) (1792–1846) |         | 23 de maio de 1846                                    | 26 de maio de 1846                                    | XV             |
| 35                                   | José Jorge Loureiro (2.ª vez) (1791–1860) |         | 26 de maio de 1846                                    | 19 de julho de 1846                                   | XV             |
| 36                                   | Luís da Silva Mouzinho de Albuquerque (3.ª vez) (1792–1846) |         | 19 de julho de 1846                                   | 6 de outubro de 1846                                  | XV             |
| 37                                   | D. Manuel Francisco Zacarias de Portugal e Castro (1787–1854) |         | 6 de outubro de 1846                                  | 28 de abril de 1847                                   | XVI            |
| 38                                   | João Gualberto de Oliveira, Conde do Tojal (2.ª vez; interino) (1788–1852) |         | 28 de abril de 1847                                   | 22 de agosto de 1847                                  | XVI            |
| 39                                   | João de Fontes Pereira de Melo (1780–1856) |         | 22 de agosto de 1847                                  | 18 de dezembro de 1847                                | XVI            |
| 40                                   | Agostinho Albano da Silveira Pinto (1785–1852) |         | 18 de dezembro de 1847                                | 29 de março de 1848                                   | XVII           |
| 41                                   | José Joaquim Januário Lapa, Barão de Vila Nova de Ourém (1796–1859) |         | 29 de março de 1848                                   | 10 de julho de 1848                                   | XVII           |
| 42                                   | José Joaquim Gomes de Castro, Visconde de Castro (título a partir de 23 de dezembro de 1848) (interino) (1794–1878)                                                                              |         | 10 de julho de 1848                                   | 3 de maio de 1849                                     | XVII           |
| 43                                   | José Joaquim Januário Lapa, Barão de Vila Nova de Ourém (2.ª vez; interino) (1796–1859) |         | 3 de maio de 1849                                     | 18 de junho de 1849                                   | XVII           |
| 44                                   | Flórido Rodrigues Pereira Ferraz (1790–1862) |         | 18 de junho de 1849                                   | 1 de maio de 1851                                     | XVIII          |
| 44                                   | Flórido Rodrigues Pereira Ferraz (1790–1862) | XIX     | 18 de junho de 1849                                   | 1 de maio de 1851                                     |                |
| 45                                   | Fernando da Fonseca Mesquita e Sola, Barão de Francos (interino) (1795–1857) |         | 1 de maio de 1851                                     | 17 de maio de 1851                                    | XX             |
| 46                                   | Joaquim António Velez Barreiros, Barão de Nossa Senhora da Luz (interino) (1803–1865) |         | 17 de maio de 1851                                    | 22 de maio de 1851                                    | XX             |
| 47                                   | D. Nuno José Severo de Mendoça Rolim de Moura Barreto, Marquês de Loulé e Conde de Vale de Reis (3.ª vez) (1804–1875)                                                                            |         | 22 de maio de 1851                                    | 7 de julho de 1851                                    | XXI            |
| 48                                   | António Maria de Fontes Pereira de Melo (1819–1887) |         | 7 de julho de 1851                                    | 4 de março de 1852                                    | XXI            |
| 49                                   | António Aloísio Jervis de Atouguia, Visconde de Atouguia (título a partir de 15 de março de 1853) (3.ª vez) (1797–1861)                                                                          |         | 4 de março de 1852                                    | 6 de junho de 1856                                    | XXI            |
| 50                                   | Bernardo de Sá Nogueira de Figueiredo, Visconde de Sá da Bandeira (5.ª vez) (1795–1876) |         | 6 de junho de 1856                                    | 16 de março de 1859                                   | XXII           |
| 51                                   | Adriano Maurício Guilherme Ferreri (1798–1860) |         | 16 de março de 1859                                   | 12 de março de 1860                                   | XXIII          |
| 52                                   | António Maria de Fontes Pereira de Melo (2.ª vez; interino) (1819–1887) |         | 12 de março de 1860                                   | 1 de maio de 1860                                     | XXIII          |
| 53                                   | José Marcelino de Sá Vargas (1802–1876) |         | 1 de maio de 1860                                     | 4 de julho de 1860                                    | XXIV           |
| 54                                   | Carlos Bento da Silva (1812–1891) |         | 4 de julho de 1860                                    | 21 de fevereiro de 1862                               | XXV            |
| 55                                   | José da Silva Mendes Leal Júnior (1820–1886) |         | 21 de fevereiro de 1862                               | 12 de dezembro de 1864                                | XXV            |
| 56                                   | João Crisóstomo de Abreu e Sousa (interino) (1811–1895) |         | 12 de dezembro de 1864                                | 5 de março de 1865                                    | XXV            |
| 57                                   | D. Nuno José Severo de Mendoça Rolim de Moura Barreto, Duque de Loulé e Conde de Vale de Reis (4.ª vez) (1804–1875)                                                                              |         | 5 de março de 1865                                    | 17 de abril de 1865                                   | XXV            |
| 58                                   | Bernardo de Sá Nogueira de Figueiredo, Marquês de Sá da Bandeira (6.ª vez; interino) (1795–1876)                                                                                                 |         | 17 de abril de 1865                                   | 4 de setembro de 1865                                 | XXVI           |
| 59                                   | Isidoro Francisco Guimarães, Visconde da Praia Grande de Macau (1808–1883) |         | 4 de setembro de 1865                                 | 4 de janeiro de 1868                                  | XXVII          |
| 60                                   | José Rodrigues Coelho do Amaral (1808–1873) |         | 4 de janeiro de 1868                                  | 22 de julho de 1868                                   | XXVIII         |
| 61                                   | José Maria Latino Coelho (1825–1891) |         | 22 de julho de 1868                                   | 11 de agosto de 1869                                  | XXIX           |
| 62                                   | Luís Augusto Rebelo da Silva (1822–1871) |         | 11 de agosto de 1869                                  | 20 de maio de 1870                                    | XXX            |
| 63                                   | D. João Carlos Gregório Domingos Vicente Francisco de Saldanha Oliveira e Daun, Duque de Saldanha (interino) (1790–1876)                                                                         |         | 20 de maio de 1870                                    | 26 de maio de 1870                                    | XXXI           |
| 64                                   | D. António da Costa de Sousa de Macedo (1824–1892) |         | 26 de maio de 1870                                    | 22 de junho de 1870                                   | XXXI           |
| 65                                   | D. Luís da Câmara Leme (1819–1904) |         | 22 de junho de 1870                                   | 29 de agosto de 1870                                  | XXXI           |
| 66                                   | Bernardo de Sá Nogueira de Figueiredo, Marquês de Sá da Bandeira (7.ª vez; interino) (1795–1876)                                                                                                 |         | 29 de agosto de 1870                                  | 29 de outubro de 1870                                 | XXXII          |
| 67                                   | José Eduardo de Melo Gouveia (1815–1893) |         | 29 de outubro de 1870                                 | 13 de setembro de 1871                                | XXXIII         |
| 68                                   | Jaime Constantino de Freitas Moniz (1837–1917) |         | 13 de setembro de 1871                                | 8 de maio de 1872                                     | XXXIV          |
| –                                    | João de Andrade Corvo (interino) (1824–1890) |         | 8 de maio de 1872                                     | N/d de maio de 1872                                   | XXXIV          |
| –                                    | Jaime Constantino de Freitas Moniz (continuação) (1837–1917) |         | N/d de maio de 1872                                   | 19 de novembro de 1872                                | XXXIV          |
| 69                                   | João de Andrade Corvo (interino) (1824–1890) |         | 19 de novembro de 1872                                | 20 de agosto de 1875                                  | XXXIV          |
| –                                    | António Maria de Fontes Pereira de Melo (interino) (1819–1887) |         | 20 de agosto de 1875                                  | 6 de setembro de 1875                                 | XXXIV          |
| –                                    | João de Andrade Corvo (interino; continuação) (1824–1890) |         | 6 de setembro de 1875                                 | 7 de agosto de 1876                                   | XXXIV          |
| –                                    | António Maria de Fontes Pereira de Melo (interino) (1819–1887) |         | 7 de agosto de 1876                                   | 1 de setembro de 1876                                 | XXXIV          |
| –                                    | João de Andrade Corvo (interino; continuação) (1824–1890) |         | 1 de setembro de 1876                                 | 5 de março de 1877                                    | XXXIV          |
| 70                                   | José Eduardo de Melo Gouveia (2.ª vez) (1815–1893) |         | 5 de março de 1877                                    | 29 de janeiro de 1878                                 | XXXV           |
| 71                                   | Tomás António Ribeiro Ferreira (1831–1901) |         | 29 de janeiro de 1878                                 | 16 de maio de 1879                                    | XXXVI          |
| –                                    | João de Andrade Corvo (interino) (1824–1890) |         | 16 de maio de 1879                                    | 1 de junho de 1879                                    | XXXVI          |
| 72                                   | D. António Maria José de Melo César e Meneses, Marquês de Sabugosa e Conde de São Lourenço (1825–1897)                                                                                           |         | 1 de junho de 1879                                    | 17 de junho de 1880                                   | XXXVII         |
| 73                                   | Anselmo José Braamcamp de Almeida Castelo Branco (interino) (1817–1885) |         | 17 de junho de 1880                                   | 3 de julho de 1880                                    | XXXVII         |
| 74                                   | Januário Correia de Almeida, Visconde de São Januário (1829–1901) |         | 3 de julho de 1880                                    | 25 de março de 1881                                   | XXXVII         |
| 75                                   | Júlio Marques de Vilhena (1845–1928) |         | 25 de março de 1881                                   | 14 de novembro de 1881                                | XXXVIII        |
| 76                                   | José Eduardo de Melo Gouveia (3.ª vez) (1815–1893) |         | 14 de novembro de 1881                                | 30 de janeiro de 1883                                 | XXXIX          |
| 77                                   | José Vicente Barbosa du Bocage (1823–1907) |         | 30 de janeiro de 1883                                 | 14 de julho de 1883                                   | XXXIX          |
| –                                    | Júlio Marques de Vilhena (interino) (1845–1928) |         | 14 de julho de 1883                                   | 23 de agosto de 1883                                  | XXXIX          |
| –                                    | José Vicente Barbosa du Bocage (continuação) (1823–1907) |         | 23 de agosto de 1883                                  | 24 de outubro de 1883                                 | XXXIX          |
| 78                                   | Manuel Joaquim Pinheiro Chagas (1842–1895) |         | 24 de outubro de 1883                                 | 20 de fevereiro de 1886                               | XL             |
| 79                                   | Henrique de Macedo Pereira Coutinho (1843–1910) |         | 20 de fevereiro de 1886                               | 5 de agosto de 1886                                   | XLI            |
| –                                    | Henrique de Barros Gomes (interino) (1843–1898) |         | 5 de agosto de 1886                                   | 27 de setembro de 1886                                | XLI            |
| –                                    | Henrique de Macedo Pereira Coutinho (continuação) (1843–1910) |         | 27 de setembro de 1886                                | 9 de maio de 1887                                     | XLI            |
| 80                                   | Henrique de Barros Gomes (interino) (1843–1898) |         | 9 de maio de 1887                                     | 15 de setembro de 1887                                | XLI            |
| 81                                   | Henrique de Macedo Pereira Coutinho (2.ª vez) (1843–1910) |         | 15 de setembro de 1887                                | 13 de julho de 1888                                   | XLI            |
| 82                                   | Henrique de Barros Gomes (2.ª vez; interino) (1843–1898) |         | 13 de julho de 1888                                   | 23 de fevereiro de 1889                               | XLI            |
| 83                                   | Frederico Ressano Garcia (1847–1911) |         | 23 de fevereiro de 1889                               | 14 de janeiro de 1890                                 | XLI            |
| 84                                   | João Marcelino Arroio (1861–1930) |         | 14 de janeiro de 1890                                 | 5 de abril de 1890                                    | XLII           |
| 85                                   | Júlio Marques de Vilhena (2.ª vez) (1845–1928) |         | 5 de abril de 1890                                    | 13 de outubro de 1890                                 | XLII           |
| 86                                   | António José de Orta Enes (1848–1901) |         | 13 de outubro de 1890                                 | 21 de maio de 1891                                    | XLIII          |
| 87                                   | Júlio Marques de Vilhena (3.ª vez) (1845–1928) |         | 21 de maio de 1891                                    | 30 de julho de 1891                                   | XLIV           |
| –                                    | Joaquim Tomás Lobo de Ávila, Conde de Valbom (interino) (1822–1901) |         | 30 de julho de 1891                                   | 3 de setembro de 1891                                 | XLIV           |
| –                                    | Júlio Marques de Vilhena (3.ª vez continuação) (1845–1928) |         | 3 de setembro de 1891                                 | 17 de janeiro de 1892                                 | XLIV           |
| 88                                   | Francisco Joaquim Ferreira do Amaral (1844–1923) |         | 17 de janeiro de 1892                                 | 22 de fevereiro de 1893                               | XLV            |
| 88                                   | Francisco Joaquim Ferreira do Amaral (1844–1923) | XLVI    | 17 de janeiro de 1892                                 | 22 de fevereiro de 1893                               |                |
| 89                                   | João António de Brissac das Neves Ferreira (1846–1902) |         | 22 de fevereiro de 1893                               | 16 de janeiro de 1895                                 | XLVII          |
| 90                                   | José Bento Ferreira de Almeida (1847–1902) |         | 16 de janeiro de 1895                                 | 26 de novembro de 1895                                | XLVII          |
| 91                                   | Jacinto Cândido da Silva (1857–1926) |         | 26 de novembro de 1895                                | 7 de fevereiro de 1897                                | XLVII          |
| 92                                   | Henrique de Barros Gomes (3.ª vez) (1843–1898) |         | 7 de fevereiro de 1897                                | 29 de agosto de 1897                                  | XLVIII         |
| –                                    | Francisco António da Veiga Beirão (interino) (1841–1916) |         | 28 de agosto de 1897                                  | 16 de outubro de 1897                                 | XLVIII         |
| –                                    | Henrique de Barros Gomes (3.ª vez continuação) (1843–1898) |         | 16 de outubro de 1897                                 | 8 de novembro de 1897                                 | XLVIII         |
| 93                                   | Francisco Felisberto Dias Costa (1853–1913) |         | 8 de novembro de 1897                                 | 18 de agosto de 1898                                  | XLVIII         |
| 94                                   | António Eduardo Vilaça (1852–1914) |         | 18 de agosto de 1898                                  | 25 de junho de 1900                                   | XLIX           |
| 95                                   | António Teixeira de Sousa (1857–1917) |         | 25 de junho de 1900                                   | 28 de fevereiro de 1903                               | L              |
| 96                                   | Manuel Rafael Gorjão Henriques (1846–1918) |         | 28 de fevereiro de 1903                               | 20 de outubro de 1904                                 | LI             |
| 97                                   | Manuel António Moreira Júnior (1866–1953) |         | 20 de outubro de 1904                                 | 20 de março de 1906                                   | LII            |
| 97                                   | Manuel António Moreira Júnior (1866–1953) | LIII    | 20 de outubro de 1904                                 | 20 de março de 1906                                   |                |
| 98                                   | António de Azevedo Castelo Branco (1842–1916) |         | 20 de março de 1906                                   | 19 de maio de 1906                                    | LIV            |
| 99                                   | Aires de Ornelas e Vasconcelos (1866–1930) |         | 19 de maio de 1906                                    | 27 de junho de 1907                                   | LV             |
| –                                    | António Carlos Coelho de Vasconcelos Porto (interino) (1855–1924) |         | 27 de junho de 1907                                   | 28 de setembro de 1907                                | LV             |
| –                                    | Aires de Ornelas e Vasconcelos (continuação) (1866–1930) |         | 28 de setembro de 1907                                | 4 de fevereiro de 1908                                | LV             |
| 100                                  | Augusto Vidal de Castilho Barreto e Noronha (1841–1912) |         | 4 de fevereiro de 1908                                | 25 de dezembro de 1908                                | LVI            |
| 101                                  | António Ferreira Cabral Pais do Amaral (1863–1956) |         | 25 de dezembro de 1908                                | 11 de abril de 1909                                   | LVII           |
| 102                                  | João António de Azevedo Coutinho Fragoso de Sequeira (1865–1944) |         | 11 de abril de 1909                                   | 14 de maio de 1909                                    | LVIII          |
| 103                                  | Manuel da Terra Pereira e Viana (1856–1935) |         | 14 de maio de 1909                                    | 22 de dezembro de 1909                                | LIX            |
| 104                                  | João António de Azevedo Coutinho Fragoso de Sequeira (2.ª vez) (1865–1944) |         | 22 de dezembro de 1909                                | 26 de junho de 1910                                   | LX             |
| 105                                  | José Ferreira Marnoco e Sousa (1869–1916) |         | 26 de junho de 1910                                   | 5 de outubro de 1910                                  | LXI            |
| Primeira República (1911–1926)       | |         |                                                       |                                                       |                |
| #                                    | Ministro da Marinha e Colónias (Nascimento–Morte) | Retrato | Início do mandato                                     | Fim do mandato                                        | Governo        |
| Governo Provisório (1910–1911)       | |         |                                                       |                                                       |                |
| 106                                  | Amaro Justiniano de Azevedo Gomes (1852–1928) |         | 5 de outubro de 1910                                  | 3 de setembro de 1911                                 | Gov. Prov. (I) |
| #                                    | Ministro da Marinha (Nascimento–Morte) | Retrato | Início do mandato                                     | Fim do mandato                                        | Governo        |
| Governos Constitucionais (1911–1917) | |         |                                                       |                                                       |                |
| 107                                  | João Duarte de Meneses (1868–1918) |         | 4 de setembro de 1911                                 | 12 de novembro de 1911                                | II             |
| 108                                  | Celestino Germano Pais de Almeida (1861–1922) |         | 12 de novembro de 1911                                | 16 de junho de 1912                                   | III            |
| 109                                  | Francisco José de Meneses Fernandes Costa (1857–1925) |         | 16 de junho de 1912                                   | 9 de janeiro de 1913                                  | IV             |
| 110                                  | José de Freitas Ribeiro (1868–1929) |         | 9 de janeiro de 1913                                  | 9 de fevereiro de 1914                                | V              |
| 111                                  | Augusto Eduardo Neuparth (1859–1925) |         | 9 de fevereiro de 1914                                | 12 de dezembro de 1914                                | VI             |
| 111                                  | Augusto Eduardo Neuparth (1859–1925) | VII     | 9 de fevereiro de 1914                                | 12 de dezembro de 1914                                |                |
| 112                                  | Vítor Hugo de Azevedo Coutinho (1871–1955) |         | 12 de dezembro de 1914                                | 25 de janeiro de 1915                                 | VIII           |
| 113                                  | José Joaquim Pereira Pimenta de Castro (interino) (1846–1918) |         | 25 de janeiro de 1915                                 | 28 de janeiro de 1915                                 | IX             |
| 114                                  | José Joaquim Xavier de Brito (1850–1945) |         | 28 de janeiro de 1915                                 | 14 de maio de 1915                                    | IX             |
| –                                    | Junta Constitucional composta por: José Maria Mendes Ribeiro Norton de Matos António Maria da Silva José de Freitas Ribeiro Alfredo Ernesto de Sá Cardoso Álvaro Xavier de Castro                |         | 14 de maio de 1915                                    | 15 de maio de 1915                                    | ——             |
| 115                                  | Francisco José de Meneses Fernandes Costa (2.ª vez) (1857–1925) |         | 15 de maio de 1915                                    | 17 de maio de 1915                                    | X              |
| –                                    | José Augusto Soares Ribeiro de Castro (interino) (1848–1929) |         | 17 de maio de 1915                                    | data indeterminada                                    | X              |
| –                                    | Francisco José de Meneses Fernandes Costa (2.ª vez continuação) (1857–1925) |         | data indeterminada                                    | 19 de junho de 1915                                   | X              |
| 116                                  | José Augusto Soares Ribeiro de Castro (interino entre 19 de junho e 22 de julho) (1848–1929) |         | 19 de junho de 1915                                   | 29 de novembro de 1915                                | XI             |
| 117                                  | Vítor Hugo de Azevedo Coutinho (2.ª vez) (1871–1955) |         | 29 de novembro de 1915                                | 25 de abril de 1917                                   | XII            |
| 117                                  | Vítor Hugo de Azevedo Coutinho (2.ª vez) (1871–1955) | XIII    | 29 de novembro de 1915                                | 25 de abril de 1917                                   |                |
| 118                                  | José António Arantes Pedroso (1875–1918) |         | 25 de abril de 1917                                   | 8 de dezembro de 1917                                 | XIV            |
| República Nova (1917–1918)           | |         |                                                       |                                                       |                |
| –                                    | Junta Revolucionária composta por: Sidónio Bernardino Cardoso da Silva Pais (Presidente) António Maria de Azevedo Machado Santos (Vogal) José Feliciano da Costa Júnior (Vogal)                  |         | 8 de dezembro de 1917                                 | 11 de dezembro de 1917                                | ——             |
| 119                                  | António Aresta Branco (1862–1952) |         | 11 de dezembro de 1917                                | 7 de março de 1918                                    | XV             |
| 120                                  | José Alfredo Mendes Magalhães (interino) (1870–1957) |         | 7 de março de 1918                                    | 9 de março de 1918                                    | XV             |
| 121                                  | José Carlos da Maia (1878–1921) |         | 9 de março de 1918                                    | 15 de maio de 1918                                    | XV             |
| #                                    | Secretário de Estado da Marinha (Nascimento–Morte) | Retrato | Início do mandato                                     | Fim do mandato                                        | Governo        |
| –                                    | José Carlos da Maia (continuação) (1878–1921) |         | 15 de maio de 1918                                    | 27 de junho de 1918                                   | XVI            |
| 122                                  | José Alfredo Mendes Magalhães (2.ª vez; interino) (1870–1957) |         | 27 de junho de 1918                                   | 7 de setembro de 1918                                 | XVI            |
| 123                                  | João do Canto e Castro Silva Antunes Júnior (1862–1934) |         | 7 de setembro de 1918                                 | 15 de dezembro de 1918                                | XVI            |
| –                                    | Cargo vago |         | 15 de dezembro de 1918                                | 16 de dezembro de 1918                                | XVI            |
| #                                    | Ministro da Marinha (Nascimento–Morte) | Retrato | Início do mandato                                     | Fim do mandato                                        | XVI            |
| –                                    | Cargo vago |         | 16 de dezembro de 1918                                | 17 de dezembro de 1918                                | XVI            |
| 124                                  | José Alfredo Mendes Magalhães (3.ª vez; interino) (1870–1957) |         | 17 de dezembro de 1918                                | 23 de dezembro de 1918                                | XVI            |
| Governos Constitucionais (1918–1926) | |         |                                                       |                                                       |                |
| 125                                  | José Dionísio Carneiro de Sousa e Faro (1868–1962) |         | 23 de dezembro de 1918                                | 27 de janeiro de 1919                                 | XVII           |
| 125                                  | José Dionísio Carneiro de Sousa e Faro (1868–1962) | XVIII   | 23 de dezembro de 1918                                | 27 de janeiro de 1919                                 |                |
| –                                    | Jorge de Vasconcelos Nunes (interino) (1878–1936) |         | 27 de janeiro de 1919                                 | 29 de janeiro de 1919                                 | XIX            |
| 126                                  | Tito Augusto de Morais (1880–1963) |         | 29 de janeiro de 1919                                 | 15 de fevereiro de 1919                               | XIX            |
| –                                    | José Carlos da Maia (interino) (1878–1921) |         | 15 de fevereiro de 1919                               | data indeterminada (antes de 21 de fevereiro de 1919) | XIX            |
| –                                    | Tito Augusto de Morais (continuação) (1880–1963) |         | data indeterminada (antes de 21 de fevereiro de 1919) | 30 de março de 1919                                   | XIX            |
| 127                                  | Júlio Augusto do Patrocínio Martins (interino) (1878–1922) |         | 30 de março de 1919                                   | 3 de abril de 1919                                    | XX             |
| 128                                  | Vítor José de Deus Macedo Pinto (1869–1956) |         | 3 de abril de 1919                                    | 29 de junho de 1919                                   | XX             |
| 129                                  | Alfredo Rodrigues Gaspar (interino) (1865–1938) |         | 29 de junho de 1919                                   | 6 de julho de 1919                                    | XXI            |
| 130                                  | Silvério Ribeiro da Rocha e Cunha (1876–1944) |         | 6 de julho de 1919                                    | 15 de janeiro de 1920                                 | XXI            |
| –                                    | Tito Augusto de Morais (não empossado) (1880–1963) |         | 15 de janeiro de 1920                                 | 15 de janeiro de 1920                                 | XXII           |
| –                                    | Silvério Ribeiro da Rocha e Cunha (reconduzido) (1876–1944) |         | 15 de janeiro de 1920                                 | 21 de janeiro de 1920                                 | XXI            |
| 131                                  | Celestino Germano Pais de Almeida (2.ª vez) (1861–1922) |         | 21 de janeiro de 1920                                 | 8 de março de 1920                                    | XXIII          |
| 132                                  | Joaquim Pedro Vieira Júdice Bicker (1867–1926) |         | 8 de março de 1920                                    | 26 de junho de 1920                                   | XXIV           |
| 133                                  | Fernando Teixeira Homem de Brederode (1867–1939) |         | 26 de junho de 1920                                   | 19 de julho de 1920                                   | XXV            |
| 134                                  | Ricardo Pais Gomes (1868–1928) |         | 19 de julho de 1920                                   | 20 de novembro de 1920                                | XXVI           |
| 135                                  | Júlio Augusto do Patrocínio Martins (2.ª vez) (1878–1922) |         | 20 de novembro de 1920                                | 4 de fevereiro de 1921                                | XXVII          |
| 135                                  | Júlio Augusto do Patrocínio Martins (2.ª vez) (1878–1922) | XXVIII  | 20 de novembro de 1920                                | 4 de fevereiro de 1921                                |                |
| 136                                  | Liberato Damião Ribeiro Pinto (interino) (1880–1949) |         | 4 de fevereiro de 1921                                | 2 de março de 1921                                    |                |
| 137                                  | Fernando Teixeira Homem de Brederode (2.ª vez) (1867–1939) |         | 2 de março de 1921                                    | 23 de maio de 1921                                    | XXIX           |
| 138                                  | Ricardo Pais Gomes (2.ª vez) (1868–1928) |         | 23 de maio de 1921                                    | 19 de outubro de 1921                                 | XXX            |
| 138                                  | Ricardo Pais Gomes (2.ª vez) (1868–1928) | XXXI    | 23 de maio de 1921                                    | 19 de outubro de 1921                                 |                |
| –                                    | Vítor José de Deus Macedo Pinto (não empossado) (1869–1956) |         | 19 de outubro de 1921                                 | 21 de outubro de 1921                                 | XXXII          |
| 139                                  | Francisco Luís Ramos (1868–1931) |         | 21 de outubro de 1921                                 | 5 de novembro de 1921                                 | XXXII          |
| 140                                  | João Manuel de Carvalho (1866–1946) |         | 5 de novembro de 1921                                 | 6 de fevereiro de 1922                                | XXXIII         |
| 140                                  | João Manuel de Carvalho (1866–1946) | XXXIV   | 5 de novembro de 1921                                 | 6 de fevereiro de 1922                                |                |
| 141                                  | Vítor Hugo de Azevedo Coutinho (3.ª vez) (1871–1955) |         | 6 de fevereiro de 1922                                | 6 de julho de 1923                                    | XXXV           |
| 141                                  | Vítor Hugo de Azevedo Coutinho (3.ª vez) (1871–1955) | XXXVI   | 6 de fevereiro de 1922                                | 6 de julho de 1923                                    |                |
| 141                                  | Vítor Hugo de Azevedo Coutinho (3.ª vez) (1871–1955) | XXXVII  | 6 de fevereiro de 1922                                | 6 de julho de 1923                                    |                |
| 142                                  | Abel Fontoura da Costa (interino entre 6 de julho e 13 de agosto) (1869–1940) |         | 6 de julho de 1923                                    | 15 de novembro de 1923                                |                |
| 143                                  | Joaquim Pedro Vieira Júdice Bicker (2.ª vez) (1867–1926) |         | 15 de novembro de 1923                                | 18 de dezembro de 1923                                | XXXVIII        |
| 144                                  | Fernando Augusto Pereira da Silva (1871–1943) |         | 18 de dezembro de 1923                                | 22 de novembro de 1924                                | XXXIX          |
| 144                                  | Fernando Augusto Pereira da Silva (1871–1943) | XL      | 18 de dezembro de 1923                                | 22 de novembro de 1924                                |                |
| 145                                  | José Domingues dos Santos (interino) (1887–1958) |         | 22 de novembro de 1924                                | 15 de fevereiro de 1925                               | XLI            |
| 146                                  | Fernando Augusto Pereira da Silva (2.ª vez) (1871–1943) |         | 15 de fevereiro de 1925                               | 29 de maio de 1926                                    | XLII           |
| 146                                  | Fernando Augusto Pereira da Silva (2.ª vez) (1871–1943) | XLIII   | 15 de fevereiro de 1925                               | 29 de maio de 1926                                    |                |
| 146                                  | Fernando Augusto Pereira da Silva (2.ª vez) (1871–1943) | XLIV    | 15 de fevereiro de 1925                               | 29 de maio de 1926                                    |                |
| 146                                  | Fernando Augusto Pereira da Silva (2.ª vez) (1871–1943) | XLV     | 15 de fevereiro de 1925                               | 29 de maio de 1926                                    |                |
| Segunda República (1926–1974)        | |         |                                                       |                                                       |                |
| #                                    | Ministro da Marinha (Nascimento–Morte) | Retrato | Início do mandato                                     | Fim do mandato                                        | Governo        |
| Ditadura Militar (1926–1928)         | |         |                                                       |                                                       |                |
| –                                    | Junta de Salvação Pública composta por: José Mendes Cabeçadas Júnior (Presidente) Armando Humberto da Gama Ochoa Jaime Pereira Rodrigues Baptista Carlos de Jesus Vilhena                        |         | 29 de maio de 1926                                    | 30 de maio de 1926                                    | ——             |
| 147                                  | José Mendes Cabeçadas Júnior (1883–1965) |         | 30 de maio de 1926                                    | 3 de junho de 1926                                    | I              |
| 148                                  | Jaime Maria da Graça Afreixo (1867–1942) |         | 3 de junho de 1926                                    | 4 de março de 1927                                    | I              |
| 148                                  | Jaime Maria da Graça Afreixo (1867–1942) | II      | 3 de junho de 1926                                    | 4 de março de 1927                                    |                |
| 148                                  | Jaime Maria da Graça Afreixo (1867–1942) | III     | 3 de junho de 1926                                    | 4 de março de 1927                                    |                |
| –                                    | Abílio Augusto Valdez de Passos e Sousa (interino) (1881–1966) |         | 4 de março de 1927                                    | 7 de março de 1927                                    |                |
| –                                    | Jaime Maria da Graça Afreixo (continuação) (1867–1942) |         | 7 de março de 1927                                    | 26 de agosto de 1927                                  |                |
| 149                                  | João Belo (interino) (1878–1928) |         | 26 de agosto de 1927                                  | 28 de agosto de 1927                                  |                |
| 150                                  | Agnelo Portela (1869–1935) |         | 28 de agosto de 1927                                  | 18 de abril de 1928                                   |                |
| Ditadura Nacional (1928–1933)        | |         |                                                       |                                                       |                |
| 151                                  | Aníbal de Mesquita Guimarães (1882–1952) |         | 18 de abril de 1928                                   | 8 de julho de 1929                                    | IV             |
| 151                                  | Aníbal de Mesquita Guimarães (1882–1952) | V       | 18 de abril de 1928                                   | 8 de julho de 1929                                    |                |
| 152                                  | Luís António de Magalhães Correia (1873–1960) |         | 8 de julho de 1929                                    | 11 de outubro de 1930                                 | VI             |
| 152                                  | Luís António de Magalhães Correia (1873–1960) | VII     | 8 de julho de 1929                                    | 11 de outubro de 1930                                 |                |
| –                                    | Fernando Augusto Branco (interino) (1880–1940) |         | 11 de outubro de 1930                                 | 16 de outubro de 1930                                 |                |
| –                                    | Luís António de Magalhães Correia (continuação) (1873–1960) |         | 16 de outubro de 1930                                 | 22 de abril de 1931                                   |                |
| –                                    | Fernando Augusto Branco (interino) (1880–1940) |         | 22 de abril de 1931                                   | 12 de maio de 1931                                    |                |
| –                                    | Luís António de Magalhães Correia (continuação) (1873–1960) |         | 12 de maio de 1931                                    | 5 de julho de 1932                                    |                |
| 153                                  | Aníbal de Mesquita Guimarães (2.ª vez) (1882–1952) |         | 5 de julho de 1932                                    | 11 de abril de 1933                                   | VIII           |
| Estado Novo (1933–1974)              | |         |                                                       |                                                       |                |
| –                                    | Aníbal de Mesquita Guimarães (2.ª vez continuação) (1882–1952) |         | 11 de abril de 1933                                   | 18 de janeiro de 1936                                 | I              |
| 154                                  | Manuel Ortins Torres de Bettencourt (1892–1969) |         | 18 de janeiro de 1936                                 | 25 de janeiro de 1936                                 | II             |
| –                                    | António de Oliveira Salazar (interino) (1889–1970) |         | 25 de janeiro de 1936                                 | 5 de fevereiro de 1936                                | II             |
| –                                    | Manuel Ortins Torres de Bettencourt (continuação) (1892–1969) |         | 5 de fevereiro de 1936                                | 30 de janeiro de 1939                                 | II             |
| –                                    | António de Oliveira Salazar (interino) (1889–1970) |         | 30 de janeiro de 1939                                 | 2 de fevereiro de 1939                                | II             |
| –                                    | Manuel Ortins Torres de Bettencourt (continuação) (1892–1969) |         | 2 de fevereiro de 1939                                | 23 de julho de 1941                                   | II             |
| –                                    | Francisco José Vieira Machado (interino) (1898–1972) |         | 23 de julho de 1941                                   | 12 de agosto de 1941                                  | II             |
| –                                    | Manuel Ortins Torres de Bettencourt (continuação) (1892–1969) |         | 12 de agosto de 1941                                  | 6 de setembro de 1944                                 | II             |
| 155                                  | Américo Deus Rodrigues Tomás (1894–1987) |         | 6 de setembro de 1944                                 | 13 de novembro de 1953                                | II             |
| –                                    | Fernando dos Santos Costa (interino) (1899–1982) |         | 13 de novembro de 1953                                | 18 de dezembro de 1953                                | II             |
| –                                    | Américo Deus Rodrigues Tomás (continuação) (1894–1987) |         | 18 de dezembro de 1953                                | 10 de maio de 1958                                    | II             |
| 156                                  | Raul Jorge Rodrigues Ventura (interino) (1919–1999) |         | 10 de maio de 1958                                    | 14 de agosto de 1958                                  | II             |
| 157                                  | Fernando de Quintanilha e Mendonça Dias (1898–1992) |         | 14 de agosto de 1958                                  | 19 de agosto de 1968                                  | II             |
| 158                                  | Manuel Pereira Crespo (1911–1980) |         | 19 de agosto de 1968                                  | 25 de abril de 1974                                   | II             |
| 158                                  | Manuel Pereira Crespo (1911–1980) | III     | 19 de agosto de 1968                                  | 25 de abril de 1974                                   |                |